# Mistelbach (Bavière)
Pour les articles homonymes, voir Mistelbach.
Mistelbach est une commune de Bavière (Allemagne), située dans l'arrondissement de Bayreuth, dans le district de Haute-Franconie.